# 奧阿西斯 (加利福尼亞州門多西諾縣)
奧阿西斯（英語：Oasis）是位於美國加利福尼亞州門多西諾縣的一個非建制地區。該地的面積和人口皆未知。

## 地理
奧阿西斯的座標為38°58′58″N 123°00′14″W / 38.98278°N 123.00389°W，而該地的平均海拔高度為588米（即1929英尺）。